# Guillaume Lejeune
Pierre Gilles Guillaume Lejeune (Borgworm, 10 juli 1815 - 21 januari 1882) was een Belgisch volksvertegenwoordiger.

## Levensloop
Lejeune was een zoon van notaris en burgemeester Charles Lejeune en van Marie Raeymackers. Hij trouwde met Marie Jacques. Hij was de broer van volksvertegenwoordiger Jules Lejeune
Hij promoveerde tot doctor in de rechten (1840) aan de Universiteit Luik en werd advocaat in Borgworm.
Hij werd provincieraadslid voor Luik van 1852 tot 1856 en van 1858 tot 1882. Hij was bestendig afgevaardigde van 1860 tot aan zijn dood.
In 1856 werd hij verkozen tot liberaal volksvertegenwoordiger voor het arrondissement Borgworm en vervulde dit mandaat tot in 1856.